# Namakkal (dystrykt)

Lokalizacja dystryktu Namakkal

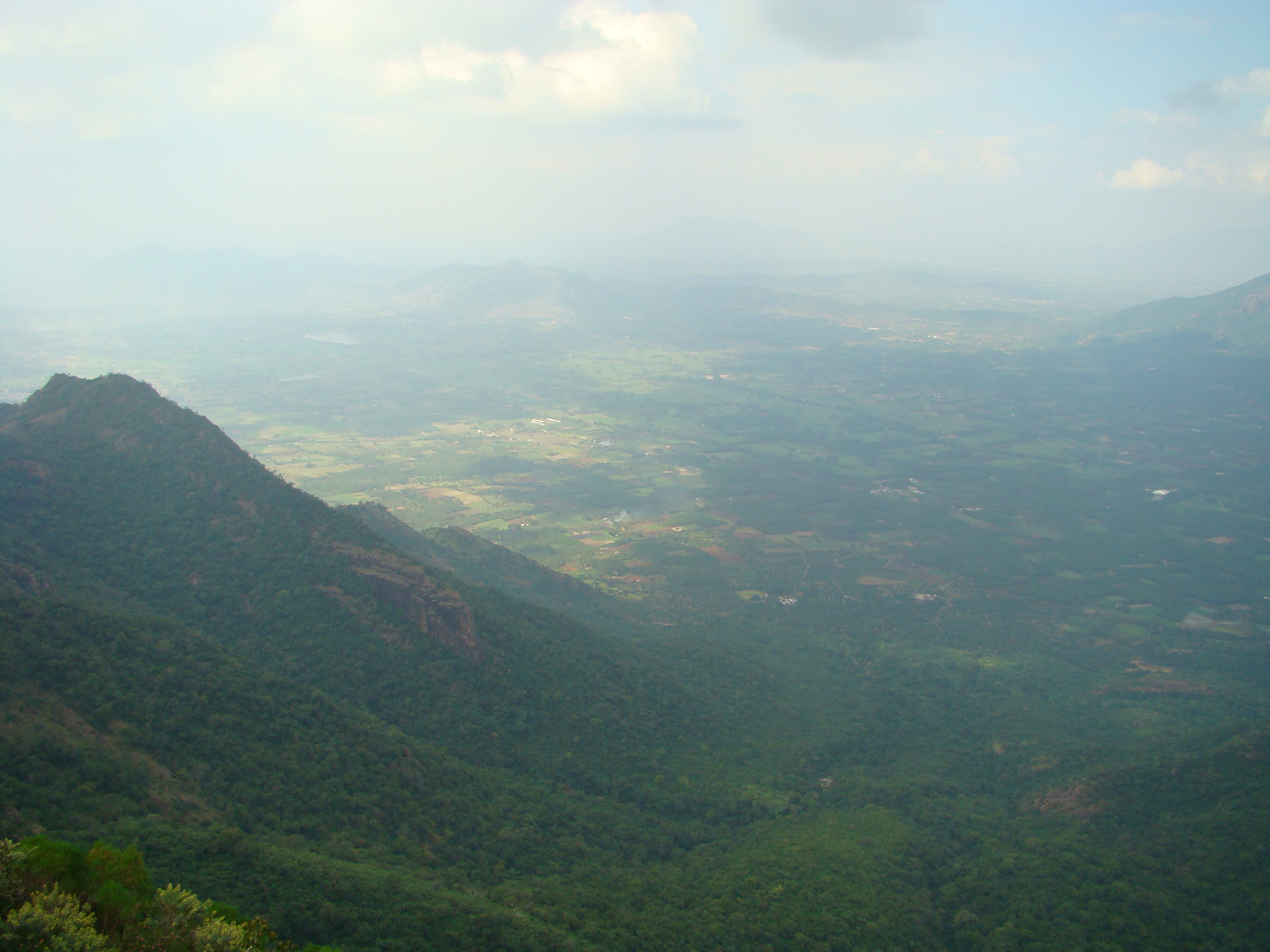
Góry Kolli (Kollimalai) w dystrykcie Namakkal

Namakkal – jeden z dystryków stanu Tamilnadu (Indie). Od północy graniczy z dystryktem Salem, od wschodu z dystryktem Viluppuram, od południowego wschodu z dystryktem Perambalur, od południa z dystryktami Tiruchirapalli i Karur, od zachodu z dystryktem Erode. Stolicą dystryktu Namakkal jest miasto Namakkal.